# Таємниця (фільм, 1963)
«Таємниця» — радянський дитячий чорно-білий художній фільм 1963 року, знятий режисером Фаїком Гасановим на Ялтинській кіностудії.

## Сюжет
Про пригоди хлопців одного піонерського табору під час літнього турпоходу. До піонерського загону прийшов новий вожатий Артем — студент-геофізик та турист. Хлопці цьому дуже зраділи, але на них чекало розчарування — новий піонервожатий мав масу особистих турбот: читав книги, збирав якісь камені, а їм радив «розвиватися самостійно». Нарешті, Артем повів піонерів у похід, у який вони ходили вже три літа поспіль, місцями давно знайомим і вивченими. І тоді четверо друзів — Гена, Діма, Паша та Олег — вирішили втекти з загону та піти у похід самостійно, але не просто так, не заради розваги, а заради користі, заради великого відкриття. Вони мріяли відкрити «державно важливу руду», яка, за розповідями Діми, має бути десь у районі Синь-озера. Якби не дружній бунт четвірки, можливо, всьому загону довелося б пройти по стежках. Але Артем вчасно зрозумів свою помилку та змінив маршрут. Далеко біля Синь-озера зійшлися дороги загону та чотирьох друзів. Руди хлопці, щоправда, не знайшли — Діма все про неї вигадав, — але вони знайшли легендарний танк, слід якого загубився в роки Німецько-радянської війни. Хлопці вирішили розшукати невідомих героїв, дізнатися про їхні імена. Похід продовжувався.

## У ролях
- Володимир Дібров — Генька Громов, брат піонервожатого Артема
- Андрій Кутилін — Дімка Гайкін
- Валерій Зубарєв — Пашка-«Спартак» Петров
- С. Власов — Олег Сенькін
- Сергій Єрмілов — Васька «де Гама» Блінов
- Г. Голубєв — Алька Голубєв, горнист
- Л. Климанова — Катя
- Володимир Фурманкевич — Вовка «раз»
- А. Мандрикін — Вовка «два»
- В'ячеслав Подвиг — Артем, піонервожатий, брат Геньки
- Л. Боляєв — член шостого загону
- В. Воронецький — член шостого загону
- В. Гласов — член шостого загону
- Є. Грек — член шостого загону
- А. Калугіна — член шостого загону
- Г. Каркуциєв — член шостого загону
- О. Карпук — член шостого загону
- А. Козєєв — член шостого загону
- С. Милюков — член шостого загону
- В. Чистяков — член шостого загону

## Знімальна група
- Режисер — Фаїк Гасанов
- Сценарист — Ігор Старков
- Оператор — Вадим Костроменко
- Композитор — Олег Каравайчук
- Художник — Михайло Заяць